# Pteraster militarioides
Pteraster militarioides är en sjöstjärneart som beskrevs av Hubert Lyman Clark 1941. Pteraster militarioides ingår i släktet Pteraster och familjen knubbsjöstjärnor.

## Underarter
Arten delas in i följande underarter:
- P. m. stoibe
- P. m. militarioides